# 輸血後移植片対宿主病
輸血後移植片対宿主病あるいは輸血後GVHD（ゆけつごいしょくへんたいしゅくしゅびょう、英: Post transfusion-graft versus host disease または Transfusion-associated graft versus host disease）とは、輸血後に受血者の体内で供血者のリンパ球が増殖し、増殖した供血者のリンパ球が受血者の組織を攻撃する病態である。PT-GVHDまたはTA-GVHDとも略称する。免疫不全状態の患者で起こることがあるほか、供血者のHLA型ハプロタイプがホモ接合体である場合は受血者の免疫力が正常であっても起こることがある。家族間の輸血で生じやすいが、非血縁者からの輸血でも低頻度ではあるが起こる可能性がある。骨髄移植や臍帯血移植の後に起こるGVHDでは、骨髄移植や臍帯血移植では移植後に作られる血球はドナー由来の物であるので、ドナー由来の血液細胞は同じドナー由来のリンパ球に攻撃されることはない。しかし、輸血後GVHDではドナー由来のリンパ球が、受血者のほぼすべての細胞を攻撃し、有効な治療法はない。輸血後GVHDを発症するとほぼすべて（99.9％以上）の患者が死に至るため、予防が重要である。現在では、輸血後GVHDを予防するため、輸血用血液に放射線を照射することによって供血者のリンパ球を根絶した後に輸血を行っている。

## 歴史
輸血後GVHDのメカニズムが分かっていなかった時代から、輸血を伴う外科手術を受けた患者の中に、高熱・全身性紅斑・白血球減少を伴う手術後紅皮症が発生することがあることが知られていた。免疫に異常のない患者であっても発症することがあり、輸血後GVHDのメカニズムが分かっていなかった時代の日本では年間100〜300人ほどが発症し、一旦発症するとほぼ全員が死亡していた。その時代には輸血は非血縁者の血液より近親者の血液の方が安全であると信じられ、血縁者間の新鮮な血液が輸血されていた（当時は分かっていなかったが、実は血縁者間や新鮮な血液の方が輸血後GVHDを起こしやすい）。
輸血用血液に放射線照射が行われるようになってからは輸血後GVHDはほぼ予防できるようになった。

## 症状・経過
輸血後1〜2週間ほどで高熱・紅斑・下痢が現れた場合、輸血後GVHDの可能性がある。輸血後GVHD患者では、供血者由来のリンパ球が増加し、患者のすべての細胞を異物と認識して一方的に攻撃するため、さまざまな症状が現れる。
骨髄が供血者リンパ球に攻撃されるため骨髄は低形成となり白血球や血小板が減少するが、輸血後GVHDでは死亡するまでの期間が短いため貧血は目立たない。造血幹細胞障害による汎血球減少を示し、白血球や血小板の減少の為、感染症（高熱）や出血が生じる。さまざまな臓器が攻撃されるために肝障害や腎不全などの多臓器不全による諸症状が起こりうる。また輸血後GVHDでは全身性紅斑が特徴である。供血者リンパ球が表皮に浸潤し皮膚細胞を攻撃することで紅斑が起こる。
輸血後GVHDが生じるには供血者リンパ球が増えるための時間が必要であるため、一般的な経過では輸血後ただちに症状が現れるわけでない。典型例では輸血後10〜11日後に発熱し、その1〜2日後に紅斑が現れ、紅斑はまもなく全身に及ぶ。紅斑は進行すると表皮剥離に及ぶ。さらに肝障害や下痢が生じる。その後輸血後16〜18日後には白血球や血小板などの減少が明白になり、輸血後20〜22日ごろに死亡する。死因としては、白血球（特に好中球）の減少による重症の感染症（高熱）、血小板の減少による大量出血、あるいは凝固障害による多臓器不全が多い。

## 免疫不全状態の患者の場合
免疫不全状態の患者では輸血された血液の中に含まれるリンパ球を排除できず、受血者の体内で供血者のリンパ球が増殖し、供血者のリンパ球が受血者を異物と判断して攻撃する。免疫不全患者の輸血後GVHDの予防には放射線照射でリンパ球を破壊した血液製剤を使用する。免疫不全状態の患者では供血者のHLA型が何型であれ輸血後GVHDが起こりうる。

## 免疫不全でない患者が輸血後GVHDになる場合
免疫系が正常に機能している患者が輸血を受けた場合にも輸血後GVHDが起こることがある。これはHLAの一方向適合が原因であり、供血者のHLAハプロタイプがホモ結合となっている場合に生じる。特に家族間で輸血を行った際に生じやすい。受血者のHLA型が供血者のHLA型と一方向的適合すると受血者のリンパ球は供血者のリンパ球を異物と認識できないが、供血者のリンパ球は受血者のリンパ球やその他の細胞・組織を異物と認識し、供血者リンパ球→受血者の一方向の攻撃が起こる。リンパ球はそれ自体が増殖能力を持つため、一方向的適合の場合、受血者の体内で供血者リンパ球は攻撃されること無く増殖することが可能である。HLA型の一方向的適合が無い場合は供血者リンパ球と受血者リンパ球は互いに攻撃しあうが、供血者リンパ球の方が少ないために供血者リンパ球は排除され輸血後GVHDは生じない。
|  |  |

|  |  |

### 頻度

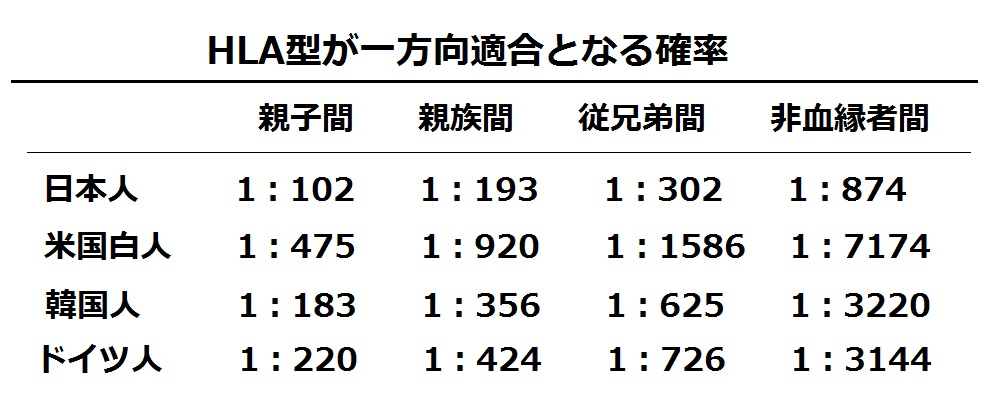
遠山 博、他、編著『輸血学』改訂第3版、中外医学社、2004年、p.640の表を改変　原典はOhto H,Yasuda H,Noguchi M,et al.Risk of transfusion-associated graft-versus-host disease as a result of directed donations from relatives.Tranfusion 1992;32:691-3.

輸血後GVHDが発生する頻度は民族によって異なる。均一性の低い民族ではHLAハプロタイプが一致する確率が低いために輸血後GVHDも少ないが、島国に住み他民族との接触が少なかった日本人は民族学的に均一性が高く、（白血球の除去や放射線照射を行わなければ）輸血の0.1％〜1％ほどで起こると考えられている。
日本人はHLA型の多型性に乏しく、HLAハプロタイプがホモ結合になる確率が高い。ホモ結合の子の血液を親に輸血した場合は確実に一方向適合になる。他人であっても、ホモ結合の供血者の血液と半一致する確率はHLA型の多型性に乏しい日本人では高くなる。韓国人はHLA型の多型性と言う点では日本人より多様性に富み、ドイツ人と同程度である。多民族からなる移民国家であるアメリカ人ではHLAハプロタイプがホモ結合になる確率は低い。供血者のHLAハプロタイプがホモ結合者でなければ輸血後GVHDは起こらないので、すなわち輸血後GVHDの起こりやすさは民族的均一性と比例する。
親子・親族間の輸血では、非血縁者からの輸血に比べて輸血後GVHDが生じやすい。供血者はHLAハプロタイプがホモ結合者であっても赤の他人ではハプロタイプが2つとも供血者と異なる確率が高いが、親子では確実に、親族間でも高率に一つのハプロタイプが一致するためである。日本人では、親子間の輸血で一方向適合が生じる確率は非血縁者の8倍、アメリカ白人では15倍になる。

## 診断
典型例では臨床像から輸血後GVHDを疑うのは容易であるが、確定診断には患者の血液中に供血者リンパ球が増殖していることを証明しなければならない。
輸血後GVHD患者では、供血者由来のリンパ球が患者のリンパ球を一方的に攻撃しながら増えるので、輸血後GVHD患者の血液ではリンパ球は供血者由来の物に置き換わっている。供血者と受血者の性別が異なると判断は容易である。男性の供血者から血液をもらった女性患者が輸血後GVHDを発症した場合、血液中のリンパ球にはY染色体が見られる。女性の供血者から男性の受血者への輸血での輸血後GVHDではリンパ球の染色体がXXになっている。供血者と受血者の性別が同一である場合はDNAを精査して判定しなければならない。

## 治療
供血者リンパ球を抑えるためにステロイドや各種の免疫抑制剤、抗Tリンパ球抗体、抗CD52抗体などが試みられているが、効果が認められた治療法は無く、シクロスポリンAや骨髄移植で命を救ったわずかな例が報告されているにすぎない。輸血後GVHDでは発症から死亡まで数週程度（多くは2週間程度）であり、移植治療を行うことは困難である。

## 予防
もっとも効果が確実なのは、輸血用血液製剤に15〜50Gyの放射線照射を行い、血液製剤に含まれるリンパ球を排除することである。ただし採血後15日以上経っている血液製剤ではリンパ球は活性を失っているので放射線照射は必ずしも必要ない。採血後15日以上経っている血液製剤ではカリウムが高値となっているため、さらにカリウム値を上昇させる放射線照射はむしろ害となることもある。輸血を行う直前に放射線照射を行うことでカリウム値の上昇を避けることができる。緊急時や血小板輸血、高カリウム血が使えない場合などを除くと新鮮血を積極的に使う必要はないので、輸血後GVHD予防の観点からは新鮮血は避ける。
不必要な輸血は避ける。特に血縁者からの新鮮血の輸血は避ける必要がある。また、もしも自己血が使えるならばそうすべきである。
白血球フィルターで白血球を除去する方法もあるが、確実ではない。緊急時などで放射線照射を行っていない新鮮血をやむを得ず使う場合には次善策として白血球除去を行う。

### 註釈
1. ↑  ただし、血液製剤は放射線照射後カリウム値が上昇するので乳幼児では影響することがある。乳幼児では照射後速やかに輸血する必要がある。-出典　遠山 博、他、編著『輸血学』改訂第3版、中外医学社、2004年、ISBN 4-498-01912-1、pp.643-644